# Tomasz Kempa
Tomasz Andrzej Kempa (ur. 25 lutego 1969 w Bydgoszczy) – polski historyk, profesor nauk humanistycznych, specjalista w zakresie historii Europy Wschodniej oraz historii religii.

## Życiorys
W 1988 roku ukończył I Liceum Ogólnokształcące im. Cypriana Kamila Norwida w Bydgoszczy i podjął studia historyczne na Uniwersytecie Mikołaja Kopernika w Toruniu. Po ich ukończeniu w 1993 roku został zatrudniony w Instytucie Historii i Archiwistyki Uniwersytetu Mikołaja Kopernika. Od 1994 kontynuował naukę w Studium Doktoranckim. W 1998 uzyskał stopień doktora nauk humanistycznych w zakresie historii. Tematem jego rozprawy był Mikołaj Krzysztof Radziwiłł „Sierotka” (1549-1616), wojewoda wileński, a promotorem Stanisław Alexandrowicz. Od 1998 pracował na UMK jako adiunkt. W 2007 roku uzyskał, na podstawie rozprawy Wobec kontrreformacji. Protestanci i prawosławni w obronie swobód wyznaniowych w Rzeczypospolitej w końcu XVI i w pierwszej połowie XVII wieku stopień doktora habilitowanego. W 2018 uzyskał tytuł naukowy profesora nauk humanistycznych.
Jest kierownikiem Zakładu Historii Europy Wschodniej IHiA UMK.
Jego zainteresowania skupiają się na stosunkach wyznaniowych w Rzeczypospolitej w XVI – XVII wieku, dziejach prawosławia i unii brzeskiej, stosunkach prawosławnych i protestantów w końcu XVI i w XVII wieku, historii politycznej i społecznej Wielkiego Księstwa Litewskiego i ziem ruskich Korony w epoce nowożytnej oraz na biografistyce.

## Wybrane publikacje
- (redakcja) Europa Orientalis. Polska i jej wschodni sąsiedzi od średniowiecza po współczesność: studia i materiały ofiarowane prof. Stanisławowi Alexandrowiczowi w 65 rocznicę urodzin, red. nauk. Zbigniew Karpus, Tadeusz Kempa, Dorota Michaluk, Toruń: Uniwersytet Mikołaja Kopernika 1996.
- (redakcja) Czterechsetlecie zawarcia Unii Brzeskiej 1596-1996 : materiały sesji naukowej zorganizowanej w Toruniu w dniach 28–29 listopada 1996 r., pod red. Stanisława Alexandrowicza i Tomasza Kempy, Toruń: TN 1998.
- Konstanty Wasyl Ostrogski (ok. 1524/1525-1608), wojewoda kijowski i marszałek ziemi wołyńskiej, Toruń: Uniwersytet Mikołaja Kopernika 1997, ISBN 83-231-0796-3.
- Mikołaj Krzysztof Radziwiłł Sierotka (1549-1616), wojewoda wileński, Warszawa: „Semper” 1999, ISBN 83-86951-52-4.
- Dzieje rodu Ostrogskich, Toruń: Wydawnictw Adam Marszałek 2002, ISBN 83-7174-971-6.
- Akademia i Drukarnia Ostrogska, Biały Dunajec – Ostróg: Ośrodek „Wołanie z Wołynia” 2006.
- Wobec kontrreformacji. Protestanci i prawosławni w obronie swobód wyznaniowych w Rzeczpospolitej w końcu XVI i w pierwszej połowie XVII wieku, Toruń: Wydawnictwo Adam Marszałek 2007, ISBN 978-83-7441-644-3.
- (redakcja) Rzeczpospolita w XVI-XVIII wieku: państwo czy wspólnota? Zbiór studiów, pod red. Bogusława Dybasia, Pawła Hanczewskiego, Tomasz Kempy, Toruń: Wydawnictwo Naukowe Uniwersytetu Mikołaja Kopernika 2007.
- (redakcja) Unia lubelska z 1569 roku: z tradycji unifikacyjnych i Rzeczypospolitej / red. Tomasz Kempa, Krzysztof Mikulski, Toruń: Warszawa: Wydawnictwo Polskiego Towarzystwa Historycznego 2011, ISBN 978-83-929107-0-1.
- Konflikty wyznaniowe w Wilnie od początku reformacji do końca XVII wieku, Toruń: Wydawnictwo Naukowe Uniwersytetu Mikołaja Kopernika, 2016, ISBN 978-83-231-3600-2.